# سندري (فاكهة)
السندري هو أحد أصناف المنجا المزروعة في بلدة سندري، في السند، وفي مناطق أخرى من مقاطعة السند في باكستان. وهي منجا كبيرة بيضاوية حلوة فوّاحة.
تعتبر ملكة المنجا بسبب مذاقها.